# Stade Godofredo Cruz
Le Stade Godofredo Cruz (en portugais : Estádio Godofredo Cruz) est un ancien stade de football brésilien situé dans la ville de Campos dos Goytacazes dans l'État de Rio de Janeiro.
Le stade, doté de 12 300 places et inauguré en 1954 puis démoli en 2014, servait d'enceinte à domicile à l'équipe de football de l'Americano.

## Histoire
Le stade est inauguré le 24 janvier 1954 lors d'une défaite 4-1 des locaux du Goytacaz FC contre le Bangu AC (le premier but au stade étant inscrit par Lucas, joueur de Bangu).
Le record d'affluence au stade est de 22 853 spectateurs, lors d'un match nul 2-2 entre l'Americano et Flamengo le 30 mars 1983.
Avant sa démolition, le stade était le 3e plus grand de l'État de Rio de Janeiro (en dehors de la ville de Rio de Janeiro), seulement devancé par le Stade Raulino de Oliveira de Volta Redonda et le Stade Cláudio Moacir de Azevedo de Macaé.